# Linden (Indiana)
Linden es un pueblo ubicado en el condado de Montgomery en el estado estadounidense de Indiana. En el Censo de 2010 tenía una población de 759 habitantes y una densidad poblacional de 701,08 personas por km².

## Geografía
Linden se encuentra ubicado en las coordenadas 40°11′20″N 86°54′10″O / 40.18889, -86.90278. Según la Oficina del Censo de los Estados Unidos, Linden tiene una superficie total de 1.08 km², de la cual 1.08 km² corresponden a tierra firme y (0%) 0 km² es agua.

## Demografía
Según el censo de 2010, había 759 personas residiendo en Linden. La densidad de población era de 701,08 hab./km². De los 759 habitantes, Linden estaba compuesto por el 97.1% blancos, el 0.53% eran afroamericanos, el 0.92% eran amerindios, el 0% eran asiáticos, el 0% eran isleños del Pacífico, el 0.13% eran de otras razas y el 1.32% pertenecían a dos o más razas. Del total de la población el 1.71% eran hispanos o latinos de cualquier raza.